# Impuesto Mínimo Global a las Ganancias
| Firmantes iniciales Firmantes subsecuentes No firmaron Retiraron su firma No miembros del inclusive framework de la OCDE (no pueden firmar) |

Firmantes del plan de la OCDE para establecer una tasa impositiva corporativa mínima global del 15%

El impuesto mínimo global de un 15% sobre la renta corporativa es un proyecto de la OCDE y del G20. Fue acordada en el 2021 por los países integrantes del proyecto, el llamado Marco inclusivo. Su objeto es reducir la competencia fiscal entre países y disuadir las corporaciones multinacionales de trasladar sus ganancias para eludir impuestos.
El 8 de octubre de 2021, 136 países aceptaron el plan de la OCDE de implementar un impuesto mínimo de un 15% efectivo desde el 2023 para empresas cuyas ganancias exceden los 750 millones de euros.El acuerdo también incluye impuestos adicionales (top-up taxes) para ganancias trasladas a paraísos fiscales.

## Historia

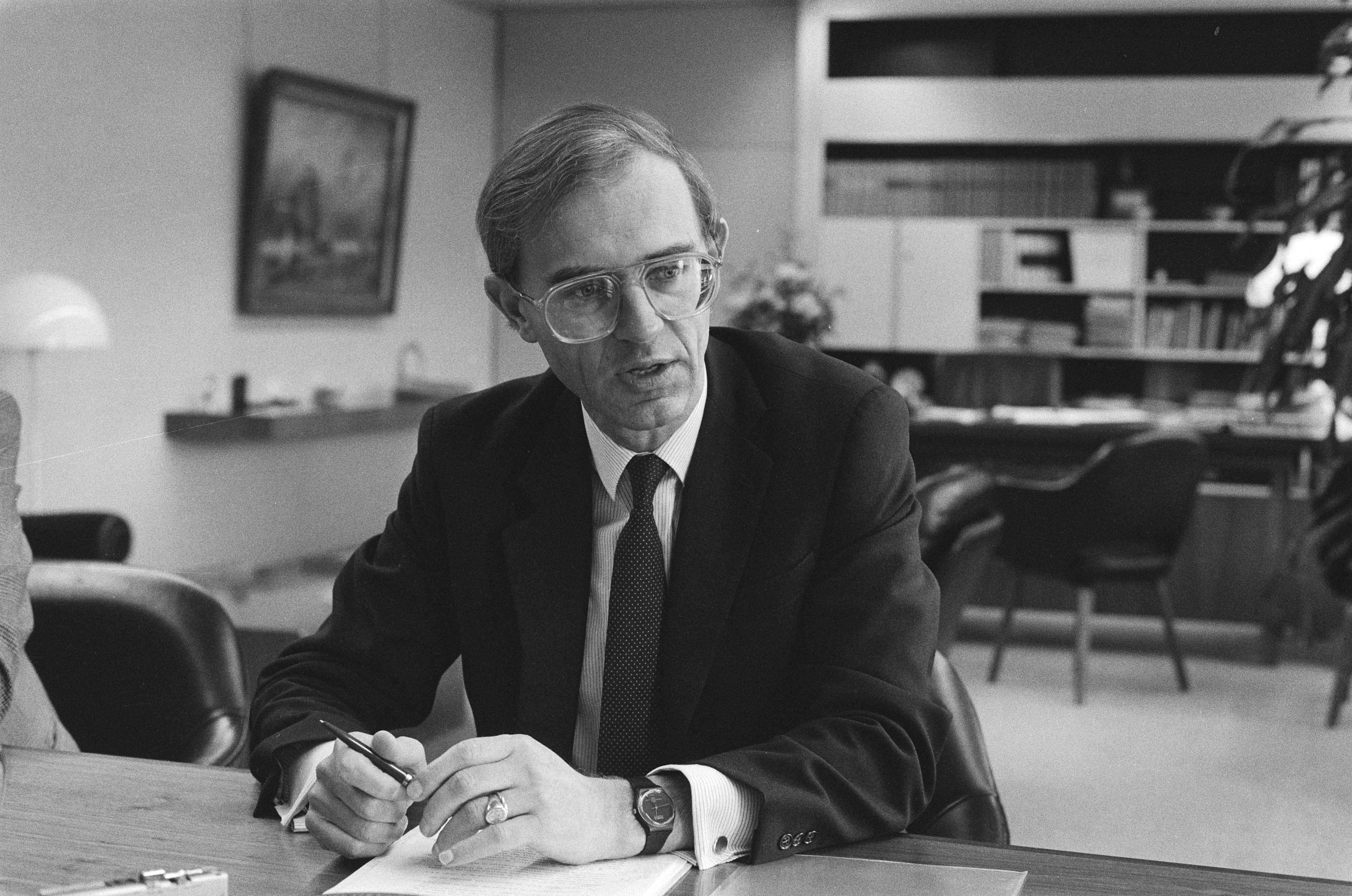
Onno Ruding

Logo de la OCDE

Ya en el 1992, un impuesto mínimo para ganancias corporativas fue concebido para la Unión Europea por el comité Ruding. Esa propuesta, de un mínimo de un 30%, fue liderada por el experto de la Comisión Europea Onno Ruding, pero no se implementó.
En el 2019, la OCDE retomó el tema y propuso un mínimo global frente a la digitalización, que permite trasladar fácilmente las ganancias.Antes del acuerdo de 2021, Estados Unidos era el único país que levantó impuestos sobre ganancias de sus corporaciones en el extranjero, con una tasa de 10,5%.La ministra de finanzas estadounidense Janet Yellen fue una de los principales conductores del acuerdo del 2021, por medio del G7.
Tras la firma del acuerdo en 2021, la Unión Europea limitó su aplicación a multinacionales con ingresos anuales superiores a 750 millones de euros y Estados Unidos a aquellas con más de 1.000 millones de dólares durante tres años consecutivos.EE. UU. aplica la tasa mínima desde el 31 de diciembre de 2022. La Unión Europea empezó con la implementación un año después. El 12 de diciembre de 2022, la Unión Europea aprobó la Directiva (UE) 2022/2523 del Consejo que obligó a sus 27 países miembros a implementar la tasa mínima hasta el 31 de diciembre de 2023.

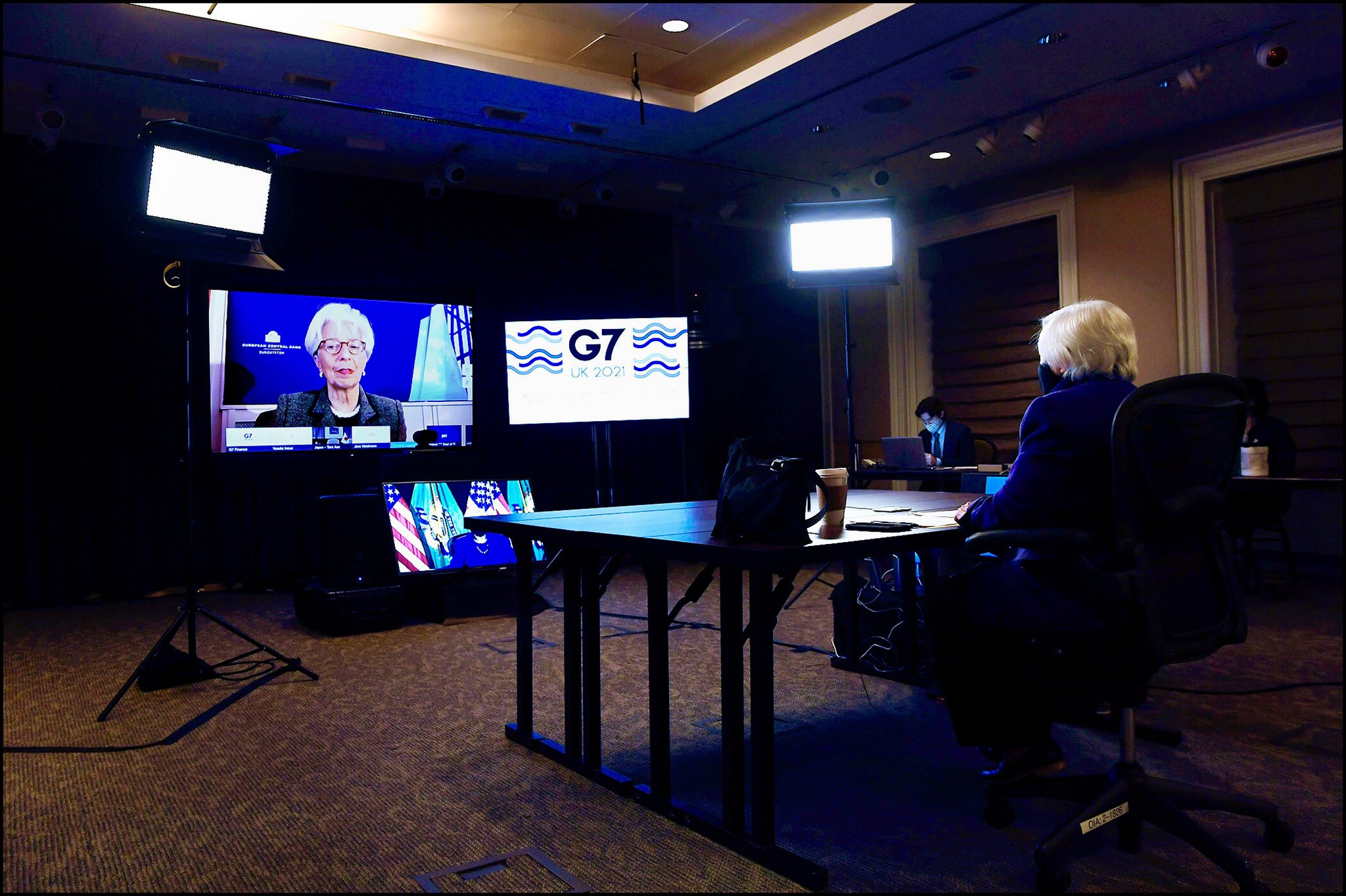
Janet Yellen en un foro virtual de los ministros de finanzas del G7 en 2021

En 2023, Suiza aprobó una tasa del 15% para empresas con cifras de negocios de más de 750 millones de euros. La decisión se tomó por medio de en un referéndum, con un 80% de votos favorables. Hasta entonces, la tasa era decidida por cada cantón y se situaba en el 13,5% en promedio.
En enero de 2025, en Estados Unidos, tras asumir su segundo mandato el presidente Donald Trump emitió una orden ejecutiva en la que declaraba que su país se retiraría y no seguiría aplicando las disposiciones del acuerdo fiscal mundial. Esto puso en duda el acuerdo, ya que probablemente no seguiría adelante sin Estados Unidos, que alberga varias de las mayores empresas y proveedores de servicios digitales del mundo.